# プレ＝サン＝ディディエ
プレ＝サン＝ディディエ（フランス語: Pré-Saint-Didier [pʁe sɛ̃ didje]）は、イタリア共和国ヴァッレ・ダオスタ州にある、人口約1,000人の基礎自治体（コムーネ）。

## 名称
ファシズム政権期の1939年から1946年には、サン・デジデーリオ・テルメ（イタリア語: San Desiderio Terme）と呼ばれた。

## 地理

### 位置・広がり
ヴァルディーニェと呼ばれる谷の奥にあり、Unité des Communes valdôtaines Valdigne-Mont-Blancに属す。

#### 隣接コムーネ
隣接するコムーネは以下の通り。
- クールマイユール - 北
- モルジェ - 南東
- ラ・トゥイール - 南西

## 行政

### 分離集落
プレ＝サン＝ディディエには、以下の分離集落（フラツィオーネ）がある。
- Champex, Elévaz, La Balme, Palleusieux, Torrent, Verrand